# Cardiff City Football Club 2020-2021
Questa voce raccoglie le informazioni riguardanti il Cardiff City Football Club nelle competizioni ufficiali della stagione 2020-2021.

## Maglie e sponsor
| Casa | Trasferta | Terza maglia |

Sponsor ufficiale: Malaysia Berjaya
Fornitore tecnico: Adidas

## Rosa
Aggiornata all'8 marzo 2021.
| N. |                        | Ruolo | Calciatore               |
| -- | ---------------------- | ----- | ------------------------ |
| 1  | Inghilterra (bandiera) | P     | Dillon Phillips          |
| 2  | Inghilterra (bandiera) | D     | Jordi Osei-Tutu          |
| 3  | Inghilterra (bandiera) | D     | Joe Bennett              |
| 4  | Inghilterra (bandiera) | D     | Sean Morrison (capitano) |
| 5  | Inghilterra (bandiera) | D     | Aden Flint               |
| 6  | Galles (bandiera)      | C     | Will Vaulks              |
| 7  | Curaçao (bandiera)     | C     | Leandro Bacuna           |
| 8  | Inghilterra (bandiera) | C     | Joe Ralls                |
| 10 | Galles (bandiera)      | A     | Kieffer Moore            |
| 11 | Inghilterra (bandiera) | C     | Josh Murphy              |
| 12 | Inghilterra (bandiera) | P     | Alex Smithies            |
| 14 | Inghilterra (bandiera) | A     | Isaac Vassell            |
| 15 | Galles (bandiera)      | C     | Jonathan Williams        |

| N. |                             | Ruolo | Calciatore       |
| -- | --------------------------- | ----- | ---------------- |
| 16 | Inghilterra (bandiera)      | D     | Curtis Nelson    |
| 17 | Inghilterra (bandiera)      | A     | Lee Tomlin       |
| 19 | Inghilterra (bandiera)      | A     | Max Watters      |
| 21 | Inghilterra (bandiera)      | C     | Marlon Pack      |
| 22 | Costa d'Avorio (bandiera)   | D     | Souleymane Bamba |
| 23 | Galles (bandiera)           | C     | Harry Wilson     |
| 27 | Inghilterra (bandiera)      | C     | Sheyi Ojo        |
| 29 | Galles (bandiera)           | C     | Mark Harris      |
| 30 | Irlanda del Nord (bandiera) | D     | Ciaron Brown     |
| 32 | Irlanda (bandiera)          | D     | Joel Bagan       |
| 33 | Canada (bandiera)           | C     | David Hoilett    |
| 38 | Inghilterra (bandiera)      | D     | Perry Ng         |